# Anna Bruus Christensen
Anna Bruus Christensen f. 1991 er en dansk skuespiller uddannet fra Den danske Scenekunstskole i 2019. 
Hun har medvirket i flere film og TV-produktioner samt spillet store roller på Det Kongelige Teater. 
Anna Bruus Christensen er kendt fra Tv-serien Fantomforhold (2021), hvor hun spillede hovedrollen Allie. Fantomforhold er skrevet af Anna Juul og instrueret af Rikke Kolding. Derudover har hun medvirket i spillefilmen Viktor mod verden (2023) skrevet af Christian Arhoff. Anna Bruus Christensen spiller også med i DR julekalenderen Tidsrejsen 2 skrevet og instrueret af Poul Berg.